# تياغو كارنيرو
تياغو كارنيرو هو لاعب كرة قدم برتغالي في مركز الوسط، ولد في 12 أغسطس 1983 في براغا في البرتغال. لعب مع أولمبياكوس نيقوسيا ولوليتيانو وموريرينسي ونادي تونديلا ونادي ريو أفي ونادي فارزيم.

## وصلات خارجية
- تياغو كارنيرو على موقع قاعدة بيانات كرة القدم.إي يو (الإنجليزية)
- تياغو كارنيرو على موقع Soccerway.com (الإنجليزية)